# 14e armée (Allemagne)
Pour les articles homonymes, voir 14e armée (Empire allemand) et 14e armée.
La 14e armée (en allemand : 14. Armee) était une armée (regroupement d'unités) de la Heer (armée de terre de la Wehrmacht) lors de la Seconde Guerre mondiale.

## Seconde Guerre mondiale
La 14e armée est mise en service le 1er août 1939 sous les ordres du général Wilhelm List lors de la campagne de Pologne et termine son activité en Pologne le 13 octobre 1939.
Elle est réactivée pour la défense de l'Italie en 1943 quand son quartier général est recréé à l'aide du personnel du quartier général du groupe d'armée B, supprimé lorsque Albert Kesselring reçoit le commandement de toutes les troupes de l'Axe en Italie. La 14e armée était initialement chargée de la défense de Rome et d'empêcher toutes les opérations de débarquement que les Alliés pourraient faire à l'arrière de la 10e armée allemande qui se battait sur les lignes de défense au sud de Rome.
La 14e armée allemande se trouve face au débarquement amphibie des Alliés à Anzio en janvier 1944. Après la percée des Alliés en mai 1944, la 14e armée se replie sur la ligne Gothique. Les armées allemandes en Italie se rendirent le 2 mai 1945 après avoir été défaites lors de l'Offensive de printemps 1945 en Italie des Alliés.

### Commandants
| Date                                | Grade                     | Commandant                       |
| ----------------------------------- | ------------------------- | -------------------------------- |
| 26 août 1939 - 13 octobre 1939      | Generaloberst             | Wilhelm List                     |
| 18 novembre 1943 - 2 juin 1944      | Generaloberst             | Eberhard von Mackensen           |
| 2 juin 1944 - 15 octobre 1944       | General der Panzertruppen | Joachim Lemelsen                 |
| 15 octobre 1944 - 24 octobre 1944   | General der Panzertruppen | Fridolin von Senger und Etterlin |
| 24 octobre 1944 - 22 novembre 1944  | General der Artillerie    | Heinz Ziegler                    |
| 24 novembre 1944 - 16 décembre 1944 | General der Panzertruppen | Traugott Herr                    |
| 16 décembre 1944 - 17 février 1945  | General der Infanterie    | Kurt von Tippelskirch            |
| 17 février 1945 - 2 mai 1945        | General der Panzertruppen | Joachim Lemelsen                 |

### Chefs d'état-major
| Date                              | Grade        | Commandant             |
| --------------------------------- | ------------ | ---------------------- |
| août 1939 - 13 octobre 1939       | Generalmajor | Eberhard von Mackensen |
| 20 novembre 1943 - 5 février 1945 | Generalmajor | Wolf Rüdiger Hauser    |
| 5 février 1945 - 2 mai 1945       | Oberst       | Henning Runkel         |

### Zones d'opérations
- Pologne : de septembre à octobre 1939
- Italie : de novembre 1943 à mai 1945

### Ordre de bataille
20 novembre 1943
- À la disposition de la 14. Armee
  - 188. Reserve-Gebirgs-Division
  - I. SS-Panzerkorps
- LXXXVII. Armeekorps
  - 356. Infanterie-Division
  - 334. Infanterie-Division
- LI. Gebirgs-Armeekorps
  - 371. Infanterie-Division
- II. SS-Panzerkorps
  - 71. Infanterie-Division
  - Reichsgrenadier-Division Hoch- und Deutschmeister
  - 162. (Turk.) Infanterie-Division
- Korps Witthöft
  - 90. Panzer-Grenadier-Division
  - 362. Infanterie-Division

14 décembre 1943
- À la disposition de la 14. Armee
  - 278. Infanterie-Division
  - 188. Reserve-Gebirgs-Division
  - 16. SS-Panzer-Grenadier-Division “Reichsführer-SS”
  - LI. Gebirgs-Armeekorps
- LXXXVII. Armeekorps
  - 356. Infanterie-Division
  - 334. Infanterie-Division
- II. SS-Panzerkorps
  - 71. Infanterie-Division
  - 162. (Turk.) Infanterie-Division
  - Polizei-Regiment (mot) 14
- Korps Witthöft
  - 362. Infanterie-Division

14 avril 1944
- À la disposition de la 14. Armee
  - 29. Panzer-Grenadier-Division
- I. Fallschirm-Korps
  - 4. Fallschirmjäger-Division
  - 65. Infanterie-Division
  - 3. Panzer-Grenadier-Division
- LXXVI. Panzerkorps
  - 362. Infanterie-Division
  - 715. Infanterie-Division

15 juin 1944
- À la disposition de la 14. Armee
  - 65. Infanterie-Division
  - 92. Infanterie-Division
  - 362. Infanterie-Division
- XIV. Panzerkorps
  - 162. (Turk.) Infanterie-Division
  - 90. Panzer-Grenadier-Division
  - 29. Panzer-Grenadier-Division
  - 20. Luftwaffen-Sturm-Division
- I. Fallschirm-Korps
  - 3. Panzer-Grenadier-Division
  - 26. Panzer-Division
  - 4. Fallschirmjäger-Division
  - 356. Infanterie-Division

15 août 1944
- À la disposition de la 14. Armee
  - 362. Infanterie-Division
  - 90. Panzer-Grenadier-Division
- LXXV. Armeekorps
  - Festung-Brigade 135
  - 20. Luftwaffen-Sturm-Division + 16. SS-Panzer-Grenadier-Division “Reichsführer-SS”
  - 16. SS-Panzer-Grenadier-Division “Reichsführer-SS”
- XIV. Panzerkorps
  - 65. Infanterie-Division
  - 26. Panzer-Division
  - 3. Panzer-Grenadier-Division
- I. Fallschirm-Korps
  - 29. Panzer-Grenadier-Division
  - 4. Fallschirmjäger-Division
  - 356. Infanterie-Division

16 septembre 1944
- XIV. Panzerkorps
  - 16. SS-Panzer-Grenadier-Division “Reichsführer-SS”
  - 42. Jäger-Division
  - 65. Infanterie-Division
- I. Fallschirm-Korps
  - 362. Infanterie-Division
  - 334. Infanterie-Division
  - 4. Fallschirmjäger-Division

26 novembre 1944
- Armeegruppe Ligurien

31 décembre 1944
- Armeegruppe Ligurien

1er mars 1945
- À la disposition de la 14. Armee
  - 114. Jäger-Division
- LI. Gebirgs-Armeekorps
  - 148. Infanterie-Division
  - 232. Infanterie-Division
- XIV. Panzerkorps
  - 94. Infanterie-Division
  - 8. Gebirgs-Division
  - 65. Infanterie-Division
  - 305. Infanterie-Division

12 avril 1945
- LI. Gebirgs-Armeekorps
  - 148. Infanterie-Division
  - 1a Divisione Bersaglieri “Italia”
  - 232. Infanterie-Division
  - 114. Jäger-Division
  - 334. Infanterie-Division
- XIV. Panzerkorps
  - 94. Infanterie-Division
  - 8. Gebirgs-Division
  - 65. Infanterie-Division